# Rosocha (powiat bytowski)
Rosocha (do 1 stycznia 2011 Rosochy; dodatkowa nazwa w j. kaszub. Rosochë) – osada w północnej Polsce, położona w województwie pomorskim, w powiecie bytowskim, w gminie Lipnica. Leży na Równinie Charzykowskiej, w regionie Kaszub zwanym Gochami
W latach 1975–1998 miejscowość administracyjnie należała do województwa słupskiego.